# Prata Palomares
Prata Palomares és una pel·lícula brasilera del 1971, dirigida per André Faria.

## Sinopsi
Prohibida per la censura, la pel·lícula tracta el tema de la guerrilla, present en altres pel·lícules realitzades entre finals dels anys 60 i principis de la dècada següent, com Terra em Trance de Glauber Rocha (1967), Bla, bla, bla, d'Andrea Tonacci (1968), Dezesperato, de Sérgio Bernardes Filho (1968) i República da Traição, de Carlos Alberto Ebert (1970).
La trama gira al voltant de dos guerrillers que, envoltats per les forces de l'ordre, s'amaguen en una església fictícia Porto Seguro, esperant una oportunitat per fugir cap a la zona ocupada pels seus companys. Un dels guerrillers (Renato Borghi) pretén ser el capellà que esperaven els poderosos del poble, mentre que l'altre (Carlos Gregório) roman amagat, construint una barca per fugir ambdós.
El que crida l'atenció a la pel·lícula és l'entrellaçament de situacions creïbles i oníriques. Després d'un temps amagat, entre discussions i molta tensió, la guerrilla troba el personatge d'Ítala Nandi a l'església. Anuncia que vol tenir un fill amb tots dos i els fa l'amor en un ambient fortament simbòlic. El mateix personatge apareixerà posteriorment com a seguidor d'un líder local popular, assumint un caràcter creïble. Bàrbarament torturada pels agents del poder, reapareix al final de la pel·lícula per trobar el guerriller que va construir el vaixell. La mateixa relació entre els dos guerrillers pateix aquest tipus de canvis radicals, que també s'estén a la interpretació dels actors.
De manera inesperada, el fals sacerdot comença a creure en la nova identitat i busca transformar-se en el líder messiànic del lloc, involucrant-se amb els poderosos que torturen i maten un líder popular dins l'església. El fals sacerdot, creient que té poders miraculosos, s'enfronta amb el seu company guerriller i mor.

## Repartiment
- Ítala Nandi
- Renato Borghi
- Carlos Gregório
- Otávio Augusto
- Elke Hering
- Renato Dobal
- Carlos Prieto
- Paulo Augusto
- Elisabeth Kander

## Recepció
El 1972 Prata Palomares va participar en la Setmana de la Crítica del 25è Festival Internacional de Cinema de Canes. La pel·lícula va ser seleccionada però no es va poder projectar a causa de la censura del govern brasiler.